# Hekataj
Hekatáj Milétski (starogrško starogrško Ἑκαταῖος Μιλήσιος: Hekataïos Milḗsios), starogrški popotnik, kartograf in zgodovinar, * okoli 550 pr. n. št., Milet, Jonija, † okoli 476 pr. n. št.

## Življenje in delo
Hekataj je nadaljeval racionalistično Talesovo izročilo in ga uporabljal predvsem pri proučevanju zemeljskega površja. Veliko je potoval po perzijskem cesarstvu, ki je v njegovem času gospodovalo Mali Aziji. Napisal je knjigo o Egiptu in Aziji, ki pa se ni ohranila. V Egiptu se je menda zavedel, kako daleč sega zgodovina, ko so mu Egipčani pokazali spise prejšnjih rodov. 
Nadaljeval je Anaksimandrovo delo, ko je skušal zarisati svet. Kopnino je razdelil na severno polovico, Evropo, in južno polovico, Azijo, od vzhoda na zahod pa sta bila za mejo Sredozemsko morje in Kavkaz. Celini sta bili narisani kot polkroga, vse skupaj pa je obrobljal Okean, svetovna reka. Grki pa vseeno niso bili največji popotniki in raziskovalci tega časa. Ta čast gre Feničanom, med katerimi je najbolj znan Hanon. 
Hekataj je tako kot geografijo uredil tudi zgodovino, saj je napisal prvo grško poročilo o dejanjih ljudi, ki niso na slepo verjeli v bogove in mite. Na mite je dejansko gledal z nevero in s pravim zaničevanjem. Njegova zgodovina se ni ohranila, vendar je brez dvoma nekaj rodov zatem navdihovala njegovega velikega naslednika Herodota. Ker se je Herodotova zgodovina ohranila, je kot oče zgodovine znan on, čeprav bi si to mogoče bolj zaslužil Hekataj. 
Kot Tales je bil tudi Hekataj moder politik. Nasprotoval je, ko so se leta 499 pr. n. št. vzdignila grška mesta v Mali Aziji proti perzijskemu kralju Dareju I. Velikemu. Njegovega nasveta niso poslušali, upor je bil kruto potlačen in znanstvene premoči grških mest Male Azije, ki je trajala poldrugo stoletje, je bilo konec. Hekataj je zapisal: "Grških zgodb je mnogo, vendar so po mojem mnenju smešne."